# هلفي سيبيلا
هيلفي سيبيلا (Helvi Sipilä؛ هلسنكي، 5 مايو 1915 - هلسنكي، 15 مايو 2009) دبلوماسية ومحامية وسياسية فنلندية. عـُرفت داعية لحقوق المرأة ، وأول امرأة تشغل منصب مساعد الأمين العام للأمم المتحدة.
بدأت سيبيلا حياتها المهنية بالمحامة وفتحت مكتبها القانوني في عام 1943. بمنصب الأمين العام المساعد للأمم المتحدة، كانت مسؤولة عن مركز التنمية الاجتماعية والشؤون الإنسانية من عام 1972 حتى تقاعدها عام 1980. نظمت أول مؤتمر عالمي معني بالمرأة في عام 1975 ، وكان لها تأثير كبير على قرار الأمم المتحدة بالاحتفال بعقد المرأة، وإنشاء صندوق الأمم المتحدة الإنمائي للمرأة (اليونيفيم) عام 1976 .
في عام 1982 ، أصبحت سيبيلا أول امرأة في فنلندا تترشح لمنصب الرئاسة، مرشحة عن حزب الشعب الليبرالي. تحصلت على اثنتي عشرة شهادة دكتوراه فخرية ومـُنـِحت لقب وزير في عام 2001.

## روابط خارجية
- هلفي سيبيلا على موقع مونزينجر (الألمانية)